# Interlands Uruguayaans voetbalelftal 2000-2009
Deze pagina toont een chronologisch en gedetailleerd overzicht van de interlands die het Uruguayaans voetbalelftal speelde in de periode 2000 – 2009.

## Interlands

### 2000
|                                                   |                          |       |         |                                                                                           |
| 29 maart WK-kwalificatie № 651 «onderlinge duels» | Uruguay                  | 1 – 0 | Bolivia | Estadio Centenario, Montevideo Toeschouwers: 49.811 Scheidsrechter: Antônio Pereira (BRA) |
| 29 maart WK-kwalificatie № 651 «onderlinge duels» | Pablo Gabriel García 26' |       |         | Estadio Centenario, Montevideo Toeschouwers: 49.811 Scheidsrechter: Antônio Pereira (BRA) |

|                                |                 |       |         |                                                                                                 |
| 26 april WK-kwalificatie № 652 | Paraguay        | 1 – 0 | Uruguay | Estadio Defensores del Chaco, Asunción Toeschouwers: 18.350 Scheidsrechter: Ángel Sánchez (ARG) |
| 26 april WK-kwalificatie № 652 | Celso Ayala 35' |       |         | Estadio Defensores del Chaco, Asunción Toeschouwers: 18.350 Scheidsrechter: Ángel Sánchez (ARG) |

|                              |                                   |       |                          |                                                                                          |
| 3 juni WK-kwalificatie № 653 | Uruguay                           | 2 – 1 | Chili                    | Estadio Centenario, Montevideo Toeschouwers: 60.000 Scheidsrechter: Robert Troxler (PAR) |
| 3 juni WK-kwalificatie № 653 | Dario Silva 34' Paolo Montero 42' |       | 37' (pen.) Iván Zamorano | Estadio Centenario, Montevideo Toeschouwers: 60.000 Scheidsrechter: Robert Troxler (PAR) |

|                               |                    |       |                |                                                                                          |
| 28 juni WK-kwalificatie № 654 | Brazilië           | 1 – 1 | Uruguay        | Estádio "Maracanã", Rio de Janeiro Toeschouwers: 50.000 Scheidsrechter: Óscar Ruiz (COL) |
| 28 juni WK-kwalificatie № 654 | Rivaldo 86' (pen.) |       | 6' Dario Silva | Estádio "Maracanã", Rio de Janeiro Toeschouwers: 50.000 Scheidsrechter: Óscar Ruiz (COL) |

|                               |                                                             |       |                    |                                                                                       |
| 18 juli WK-kwalificatie № 655 | Uruguay                                                     | 3 – 1 | Venezuela          | Estadio Centenario, Montevideo Toeschouwers: 58.000 Scheidsrechter: René Ortubé (BOL) |
| 18 juli WK-kwalificatie № 655 | Nicolás Olivera 30' Darío Rodríguez 53' Nicolás Olivera 90' |       | 23' Daniel Noriega | Estadio Centenario, Montevideo Toeschouwers: 58.000 Scheidsrechter: René Ortubé (BOL) |

|                               |         |       |      |                                                                                       |
| 26 juli WK-kwalificatie № 656 | Uruguay | 0 – 0 | Peru | Estadio Centenario, Montevideo Toeschouwers: 54.345 Scheidsrechter: Oscar Godoi (BRA) |
| 26 juli WK-kwalificatie № 656 |         |       |      | Estadio Centenario, Montevideo Toeschouwers: 54.345 Scheidsrechter: Oscar Godoi (BRA) |

|                                   |                    |       |         |                                                                                     |
| 15 augustus WK-kwalificatie № 657 | Colombia           | 1 – 0 | Uruguay | Estadio El Campín, Bogotá Toeschouwers: 31.000 Scheidsrechter: Daniel Giménez (ARG) |
| 15 augustus WK-kwalificatie № 657 | Jairo Castillo 72' |       |         | Estadio El Campín, Bogotá Toeschouwers: 31.000 Scheidsrechter: Daniel Giménez (ARG) |

|                                   |                                                                                |       |         |                                                                                           |
| 3 september WK-kwalificatie № 658 | Uruguay                                                                        | 4 – 0 | Ecuador | Estadio Centenario, Montevideo Toeschouwers: 65.000 Scheidsrechter: Henry Cervantes (COL) |
| 3 september WK-kwalificatie № 658 | Federico Magallanes 14' Darío Silva 37' Nicolás Olivera 50' Gabriel Cedrés 86' |       |         | Estadio Centenario, Montevideo Toeschouwers: 65.000 Scheidsrechter: Henry Cervantes (COL) |

|                                                    |                                            |       |                         |                                                                                            |
| 8 oktober WK-kwalificatie № 659 «onderlinge duels» | Argentinië                                 | 2 – 1 | Uruguay                 | Estadio Monumental, Buenos Aires Toeschouwers: 48.792 Scheidsrechter: Márcio Rezende (BRA) |
| 8 oktober WK-kwalificatie № 659 «onderlinge duels» | Marcelo Gallardo 27' Gabriel Batistuta 42' |       | 50' Federico Magallanes | Estadio Monumental, Buenos Aires Toeschouwers: 48.792 Scheidsrechter: Márcio Rezende (BRA) |

|                                                      |         |       |         |                                                                                            |
| 15 november WK-kwalificatie № 660 «onderlinge duels» | Bolivia | 0 – 0 | Uruguay | Estadio Hernando Siles, La Paz Toeschouwers: 29.112 Scheidsrechter: Horacio Elizondo (ARG) |
| 15 november WK-kwalificatie № 660 «onderlinge duels» |         |       |         | Estadio Hernando Siles, La Paz Toeschouwers: 29.112 Scheidsrechter: Horacio Elizondo (ARG) |

### 2001
|                                                        |          |                                          |         |                                                                                     |
| 28 februari Vriendschappelijk № 661 «onderlinge duels» | Slovenië | 0 – 2                                    | Uruguay | SRC Bonifika Štadion, Koper Toeschouwers: 4.200 Scheidsrechter: Antón Stredak (SVK) |
| 28 februari Vriendschappelijk № 661 «onderlinge duels» |          | 23' Nicolás Olivera 87' Marcelo Zalayeta |         | SRC Bonifika Štadion, Koper Toeschouwers: 4.200 Scheidsrechter: Antón Stredak (SVK) |

|                                                   |         |                     |          |                                                                                              |
| 28 maart WK-kwalificatie № 662 «onderlinge duels» | Uruguay | 0 – 1               | Paraguay | Estadio Centenario, Montevideo Toeschouwers: 48.637 Scheidsrechter: José García Aranda (ESP) |
| 28 maart WK-kwalificatie № 662 «onderlinge duels» |         | 64' Guido Alvarenga |          | Estadio Centenario, Montevideo Toeschouwers: 48.637 Scheidsrechter: José García Aranda (ESP) |

|                                |       |                       |         |                                                                                        |
| 24 april WK-kwalificatie № 663 | Chili | 0 – 1                 | Uruguay | Estadio Nacional, Santiago Toeschouwers: 55.528 Scheidsrechter: Horacio Elizondo (ARG) |
| 24 april WK-kwalificatie № 663 |       | 12' (e.d.) Italo Díaz |         | Estadio Nacional, Santiago Toeschouwers: 55.528 Scheidsrechter: Horacio Elizondo (ARG) |

|                              |                                |       |          |                                                                                       |
| 1 juli WK-kwalificatie № 664 | Uruguay                        | 1 – 0 | Brazilië | Estadio Centenario, Montevideo Toeschouwers: 61.249 Scheidsrechter: Hugh Dallas (SCO) |
| 1 juli WK-kwalificatie № 664 | Federico Magallanes 33' (pen.) |       |          | Estadio Centenario, Montevideo Toeschouwers: 61.249 Scheidsrechter: Hugh Dallas (SCO) |

| Copa América |
| ------------ |

|                                              |         |                      |         |                                                                                                 |
| 13 juli Copa América Groep C № 665 18:00 uur | Bolivia | 0 – 1                | Uruguay | Estadio Atanasio Girardot, Medellín Toeschouwers: 20.027 Scheidsrechter: Mauricio Navarro (CAN) |
| 13 juli Copa América Groep C № 665 18:00 uur |         | 60' Javier Chevantón |         | Estadio Atanasio Girardot, Medellín Toeschouwers: 20.027 Scheidsrechter: Mauricio Navarro (CAN) |

|                                              |                    |       |                    |                                                                                             |
| 16 juli Copa América Groep C № 666 18:00 uur | Uruguay            | 1 – 1 | Costa Rica         | Estadio Atanasio Girardot, Medellín Toeschouwers: 17.273 Scheidsrechter: Carlos Simon (BRA) |
| 16 juli Copa América Groep C № 666 18:00 uur | Carlos Morales 53' |       | 28' Paulo Wanchope | Estadio Atanasio Girardot, Medellín Toeschouwers: 17.273 Scheidsrechter: Carlos Simon (BRA) |

|                                              |                   |       |         |                                                                                               |
| 19 juli Copa América Groep C № 667 20:15 uur | Honduras          | 1 – 0 | Uruguay | Estadio Atanasio Girardot, Medellín Toeschouwers: 20.233 Scheidsrechter: Roger Zambrano (ECU) |
| 19 juli Copa América Groep C № 667 20:15 uur | Amado Guevara 86' |       |         | Estadio Atanasio Girardot, Medellín Toeschouwers: 20.233 Scheidsrechter: Roger Zambrano (ECU) |

|                                                  |                                         |       |                    |                                                                                  |
| 22 juli Copa América Kwartfinale № 668 17:30 uur | Uruguay                                 | 2 – 1 | Costa Rica         | Estadio Centenario, Armenia Toeschouwers: 8.876 Scheidsrechter: Óscar Ruiz (COL) |
| 22 juli Copa América Kwartfinale № 668 17:30 uur | Rodrigo Lemos 61' (pen.) Pablo Lima 87' |       | 52' Paulo Wanchope | Estadio Centenario, Armenia Toeschouwers: 8.876 Scheidsrechter: Óscar Ruiz (COL) |

|                                                   |                                                   |       |                     |                                                                                                   |
| 25 juli Copa América Halve finale № 669 19:45 uur | Mexico                                            | 2 – 1 | Uruguay             | Estadio Hernán Ramírez Villegas, Pereira Toeschouwers: 11.797 Scheidsrechter: Ángel Sánchez (ARG) |
| 25 juli Copa América Halve finale № 669 19:45 uur | Jared Borgetti 14' Alberto García Aspe 67' (pen.) |       | 33' Richard Morales | Estadio Hernán Ramírez Villegas, Pereira Toeschouwers: 11.797 Scheidsrechter: Ángel Sánchez (ARG) |

|                                                   |                                                                              |       |                                                                           |                                                                                       |
| 29 juli Copa América Troostfinale № 670 14:00 uur | Uruguay                                                                      | 2 – 2 | Honduras                                                                  | Estadio El Campín, Bogotá Toeschouwers: 43.198 Scheidsrechter: Gilberto Hidalgo (PER) |
| 29 juli Copa América Troostfinale № 670 14:00 uur | Joe Bizera 22' Andrés Martínez 45'                                           |       | 14' Saúl Martínez 42' Júnior Izaguirre                                    | Estadio El Campín, Bogotá Toeschouwers: 43.198 Scheidsrechter: Gilberto Hidalgo (PER) |
| 29 juli Copa América Troostfinale № 670 14:00 uur | Strafschoppen                                                                |       |                                                                           | Estadio El Campín, Bogotá Toeschouwers: 43.198 Scheidsrechter: Gilberto Hidalgo (PER) |
| 29 juli Copa América Troostfinale № 670 14:00 uur | Gonzalo Sorondo Carlos Gutiérrez Julio Rodríguez Rodrigo Lemos Rubén Olivera | 4 – 5 | Reinaldo Pineda Saúl Martínez Ricky García Ninrod Medina Júnior Izaguirre | Estadio El Campín, Bogotá Toeschouwers: 43.198 Scheidsrechter: Gilberto Hidalgo (PER) |

|  |  |  |  |  |  |  |  |  |

|                                   |                                        |       |         | |
| 14 augustus WK-kwalificatie № 671 | Venezuela                              | 2 – 0 | Uruguay | Estadio José Encarnación Romero, Maracaibo Toeschouwers: 8.500 Scheidsrechter: Antonio Marrufo (MEX) |
| 14 augustus WK-kwalificatie № 671 | Ruberth Morán 52' Alexander Rondón 90' |       |         | Estadio José Encarnación Romero, Maracaibo Toeschouwers: 8.500 Scheidsrechter: Antonio Marrufo (MEX) |

|                                   |      |                                   |         |                                                                                |
| 4 september WK-kwalificatie № 672 | Peru | 0 – 2                             | Uruguay | Estadio Nacional, Lima Toeschouwers: 36.226 Scheidsrechter: Anders Frisk (SWE) |
| 4 september WK-kwalificatie № 672 |      | 12' Darío Silva 45' Álvaro Recoba |         | Estadio Nacional, Lima Toeschouwers: 36.226 Scheidsrechter: Anders Frisk (SWE) |

|                                 |                                |       |                         |                                                                                             |
| 7 oktober WK-kwalificatie № 673 | Uruguay                        | 1 – 1 | Colombia                | Estadio Centenario, Montevideo Toeschouwers: 65.000 Scheidsrechter: Pierluigi Collina (ITA) |
| 7 oktober WK-kwalificatie № 673 | Federico Magallanes 34' (pen.) |       | 67' Arnulfo Valentierra | Estadio Centenario, Montevideo Toeschouwers: 65.000 Scheidsrechter: Pierluigi Collina (ITA) |

|                                  |                   |       |                            |                                                                                           |
| 7 november WK-kwalificatie № 674 | Ecuador           | 1 – 1 | Uruguay                    | Estadio Olimpico Atahualpa, Quito Toeschouwers: 45.000 Scheidsrechter: Felipe Ramos (MEX) |
| 7 november WK-kwalificatie № 674 | Iván Kaviedes 73' |       | 44' (pen.) Nicolás Olivera | Estadio Olimpico Atahualpa, Quito Toeschouwers: 45.000 Scheidsrechter: Felipe Ramos (MEX) |

|                                                      |                 |       |                   |                                                                                       |
| 14 november WK-kwalificatie № 675 «onderlinge duels» | Uruguay         | 1 – 1 | Argentinië        | Estadio Centenario, Montevideo Toeschouwers: 48.100 Scheidsrechter: Markus Merk (GER) |
| 14 november WK-kwalificatie № 675 «onderlinge duels» | Darío Silva 18' |       | 45' Claudio López | Estadio Centenario, Montevideo Toeschouwers: 48.100 Scheidsrechter: Markus Merk (GER) |

|                                             |                         |       |         |                                                                                                |
| 20 november WK-kwalificatie Play-offs № 676 | Australië               | 1 – 0 | Uruguay | Melbourne Cricket Ground, Melbourne Toeschouwers: 84.656 Scheidsrechter: Graziano Cesari (ITA) |
| 20 november WK-kwalificatie Play-offs № 676 | Kevin Muscat 79' (pen.) |       |         | Melbourne Cricket Ground, Melbourne Toeschouwers: 84.656 Scheidsrechter: Graziano Cesari (ITA) |

|                                             |                                                         |       |           |                                                                                       |
| 25 november WK-kwalificatie Play-offs № 677 | Uruguay                                                 | 3 – 0 | Australië | Estadio Centenario, Montevideo Toeschouwers: 62.000 Scheidsrechter: Ali Bujsaim (UAE) |
| 25 november WK-kwalificatie Play-offs № 677 | Darío Silva 14' Richard Morales 70' Richard Morales 90' |       |           | Estadio Centenario, Montevideo Toeschouwers: 62.000 Scheidsrechter: Ali Bujsaim (UAE) |

### 2002
|                                     |                                        |       |                 |                                                                                            |
| 13 februari Vriendschappelijk № 678 | Uruguay                                | 2 – 1 | Zuid-Korea      | Estadio Centenario, Montevideo Toeschouwers: 45.000 Scheidsrechter: Horacio Elizondo (ARG) |
| 13 februari Vriendschappelijk № 678 | Sebastián Abreu 6' Sebastián Abreu 55' |       | 27' Kim Do-Hoon | Estadio Centenario, Montevideo Toeschouwers: 45.000 Scheidsrechter: Horacio Elizondo (ARG) |

|                                  |                                                                      |       |                                    | |
| 27 maart Vriendschappelijk № 679 | Saoedi-Arabië                                                        | 3 – 2 | Uruguay                            | Prince Mohamed bin Fahd Stadion, Dammam Toeschouwers: 17.000 Scheidsrechter: Farid Al Marzuki (UAE) |
| 27 maart Vriendschappelijk № 679 | Abdullah Al-Dossari 9' Abdullah Al-Wakid 17' Abdullah Al-Dossari 18' |       | 4' Diego Forlán 58' Fabián O'Neill | Prince Mohamed bin Fahd Stadion, Dammam Toeschouwers: 17.000 Scheidsrechter: Farid Al Marzuki (UAE) |

|                                  |                       |       |                     |                                                                                        |
| 17 april Vriendschappelijk № 680 | Italië                | 1 – 1 | Uruguay             | Stadio Giuseppe Meazza, Milaan Toeschouwers: 16.773 Scheidsrechter: Stéphane Bre (FRA) |
| 17 april Vriendschappelijk № 680 | Christian Panucci 73' |       | 77' Sebastián Abreu | Stadio Giuseppe Meazza, Milaan Toeschouwers: 16.773 Scheidsrechter: Stéphane Bre (FRA) |

|                                |                                     |       |                     |                                                                                      |
| 12 mei Vriendschappelijk № 681 | Verenigde Staten                    | 2 – 1 | Uruguay             | RFK Stadium, Washington D.C. Toeschouwers: 30.413 Scheidsrechter: Fredy Burgos (GUA) |
| 12 mei Vriendschappelijk № 681 | Tony Sanneh 6' DaMarcus Beasley 39' |       | 59' Sebastián Abreu | RFK Stadium, Washington D.C. Toeschouwers: 30.413 Scheidsrechter: Fredy Burgos (GUA) |

|                                |       |                                         |         |                                                                                     |
| 16 mei Vriendschappelijk № 682 | China | 0 – 2                                   | Uruguay | Wulihe Stadion, Shenyang Toeschouwers: 40.000 Scheidsrechter: Piromnya Chalah (THA) |
| 16 mei Vriendschappelijk № 682 |       | 74' Sebastián Abreu 87' Sebastián Abreu |         | Wulihe Stadion, Shenyang Toeschouwers: 40.000 Scheidsrechter: Piromnya Chalah (THA) |

|                                |                              |       |                                         |                                                                                                |
| 21 mei Vriendschappelijk № 683 | Singapore                    | 1 – 2 | Uruguay                                 | Nationaal Stadion, Singapore Toeschouwers: 23.834 Scheidsrechter: Subkhiddin Mohd Salleh (MAS) |
| 21 mei Vriendschappelijk № 683 | Indra Sahdan Daud 82' (pen.) |       | 27' Richard Morales 77' Richard Morales | Nationaal Stadion, Singapore Toeschouwers: 23.834 Scheidsrechter: Subkhiddin Mohd Salleh (MAS) |

| WK voetbal 2002 |
| --------------- |

|                                             |                                             |           |                     |                                                                               |
| 1 juni WK-eindronde Groep A № 685 18:00 uur | Denemarken                                  | 2 – 1     | Uruguay             | Munsu Cup Stadion, Ulsan Toeschouwers: 30.157 Scheidsrechter: Saad Mane (KUW) |
| 1 juni WK-eindronde Groep A № 685 18:00 uur | Jon Dahl Tomasson 45' Jon Dahl Tomasson 83' | (details) | 47' Darío Rodríguez | Munsu Cup Stadion, Ulsan Toeschouwers: 30.157 Scheidsrechter: Saad Mane (KUW) |

|                                             |           |       |         |                                                                                         |
| 6 juni WK-eindronde Groep A № 685 20:30 uur | Frankrijk | 0 – 0 | Uruguay | Busan Asiad Main Stadion, Busan Toeschouwers: 38.289 Scheidsrechter: Felipe Ramos (MEX) |
| 6 juni WK-eindronde Groep A № 685 20:30 uur | (details) |       |         | Busan Asiad Main Stadion, Busan Toeschouwers: 38.289 Scheidsrechter: Felipe Ramos (MEX) |

|                                              |                                                                    |           |                                                               |                                                                                        |
| 11 juni WK-eindronde Groep A № 686 15:30 uur | Senegal                                                            | 3 – 3     | Uruguay                                                       | Suwon World Cup Stadion, Suwon Toeschouwers: 22.681 Scheidsrechter: Jan Wegereef (NED) |
| 11 juni WK-eindronde Groep A № 686 15:30 uur | Khalilou Fadiga 20' (pen.) Papa Bouba Diop 26' Papa Bouba Diop 38' | (details) | 46' Richard Morales 69' Diego Forlán 88' (pen.) Álvaro Recoba | Suwon World Cup Stadion, Suwon Toeschouwers: 22.681 Scheidsrechter: Jan Wegereef (NED) |

|  |  |  |  |  |  |  |  |  |

|                                     |                  |       |         |                                                                                     |
| 20 november Vriendschappelijk № 687 | Venezuela        | 1 – 0 | Uruguay | Estadio Olímpico, Caracas Toeschouwers: 26.000 Scheidsrechter: Luis Solórzano (VEN) |
| 20 november Vriendschappelijk № 687 | Ricardo Páez 48' |       |         | Estadio Olímpico, Caracas Toeschouwers: 26.000 Scheidsrechter: Luis Solórzano (VEN) |

### 2003
|                                |                                                          |       |                                                             |                                                                                           |
| 4 februari Carlsberg Cup № 688 | Uruguay                                                  | 1 – 1 | Iran                                                        | Hong Kong Stadium, Hongkong Toeschouwers: 17.877 Scheidsrechter: James Fong Yau-Fat (HKG) |
| 4 februari Carlsberg Cup № 688 | Fabián Estoyanoff 84'                                    |       | 30' Ali Samerreh                                            | Hong Kong Stadium, Hongkong Toeschouwers: 17.877 Scheidsrechter: James Fong Yau-Fat (HKG) |
| 4 februari Carlsberg Cup № 688 | Strafschoppen                                            |       |                                                             | Hong Kong Stadium, Hongkong Toeschouwers: 17.877 Scheidsrechter: James Fong Yau-Fat (HKG) |
| 4 februari Carlsberg Cup № 688 | Julio Rodríguez Fabián Estoyanoff Pablo Lima Bruno Silva | 4 – 2 | Javad Nekounam Yadollah Akbari Mohammad Nosrati Eman Mobali | Hong Kong Stadium, Hongkong Toeschouwers: 17.877 Scheidsrechter: James Fong Yau-Fat (HKG) |

|                                  |                                                  |       |                                      |                                                                                   |
| 28 maart Vriendschappelijk № 689 | Japan                                            | 2 – 2 | Uruguay                              | Olympisch Stadion, Tokio Toeschouwers: 54.039 Scheidsrechter: Kim Tae-Young (KOR) |
| 28 maart Vriendschappelijk № 689 | Shunsuke Nakamura 23' (pen.) Junichi Inamoto 57' |       | 21' Diego Forlán 25' Alejandro Lembo | Olympisch Stadion, Tokio Toeschouwers: 54.039 Scheidsrechter: Kim Tae-Young (KOR) |

|                                |            |                                       |         |                                                                                               |
| 8 juni Vriendschappelijk № 690 | Zuid-Korea | 0 – 2                                 | Uruguay | Seoul World Cup Stadion, Seoul Toeschouwers: 63.691 Scheidsrechter: Yoshipa Poshymi-Psu (JPN) |
| 8 juni Vriendschappelijk № 690 |            | 13' Germán Hornos 53' Sebastián Abreu |         | Seoul World Cup Stadion, Seoul Toeschouwers: 63.691 Scheidsrechter: Yoshipa Poshymi-Psu (JPN) |

|                                                              |                                 |       |                                               |                                                                                                   |
| 16 juli Vriendschappelijk № 691 «onderlinge duels» 21:00 uur | Argentinië                      | 2 – 2 | Uruguay                                       | Estadio Ciudad de La Plata, La Plata Toeschouwers: 40.000 Scheidsrechter: Epifanio González (PAR) |
| 16 juli Vriendschappelijk № 691 «onderlinge duels» 21:00 uur | Diego Milito 4' Diego Milito 9' |       | 6' Javier Chevantón 36' (e.d.) Gabriel Milito | Estadio Ciudad de La Plata, La Plata Toeschouwers: 40.000 Scheidsrechter: Epifanio González (PAR) |

|                                                    |                                                              |       |                                                                            |                                                                                |
| 24 juli Vriendschappelijk № 692 «onderlinge duels» | Peru                                                         | 3 – 4 | Uruguay                                                                    | Estadio Nacional, Lima Toeschouwers: 12.500 Scheidsrechter: Manuel Garay (PER) |
| 24 juli Vriendschappelijk № 692 «onderlinge duels» | Jefferson Farfán 27' Manuel Marengo 46' Jefferson Farfán 56' |       | 11' Martín Liguera 50' Marcelo Sosa 73' Martín Liguera 79' Nicolás Vigneri | Estadio Nacional, Lima Toeschouwers: 12.500 Scheidsrechter: Manuel Garay (PER) |

|                                                    |                    |       |      |                                                                                         |
| 30 juli Vriendschappelijk № 693 «onderlinge duels» | Uruguay            | 1 – 0 | Peru | Estadio Centenario, Montevideo Toeschouwers: 6.800 Scheidsrechter: Gustavo Méndez (URU) |
| 30 juli Vriendschappelijk № 693 «onderlinge duels» | Martín Liguera 54' |       |      | Estadio Centenario, Montevideo Toeschouwers: 6.800 Scheidsrechter: Gustavo Méndez (URU) |

|                                     |                                           |       |                                                                                                   |                                                                                        |
| 15 augustus Vriendschappelijk № 694 | Irak                                      | 2 – 5 | Uruguay                                                                                           | Azadi Stadion, Teheran Toeschouwers: 7.000 Scheidsrechter: Rahim Moghadam Rahimi (IRI) |
| 15 augustus Vriendschappelijk № 694 | Husham Mohammed 58' Ali Wahaib 87' (pen.) |       | 31' Martín Liguera 36' Martín Liguera 67' Carlos Bueno 70' Carlos Bueno 82' (pen.) Martín Liguera | Azadi Stadion, Teheran Toeschouwers: 7.000 Scheidsrechter: Rahim Moghadam Rahimi (IRI) |

|                                                                  |                                    |       |                                                                    |                                                                                              |
| 20 augustus Vriendschappelijk № 695 «onderlinge duels» 15:30 uur | Uruguay                            | 2 – 3 | Argentinië                                                         | Stadio Artemio Franchi, Florence Toeschouwers: 3.000 Scheidsrechter: Massimo De Santis (ITA) |
| 20 augustus Vriendschappelijk № 695 «onderlinge duels» 15:30 uur | Diego Forlán 2' Martín Liguera 57' |       | 45' Juan Sebastián Verón 80' Walter Samuel 85' Andrés D'Alessandro | Stadio Artemio Franchi, Florence Toeschouwers: 3.000 Scheidsrechter: Massimo De Santis (ITA) |

|                                   |                                                                                                |       |         |                                                                                            |
| 7 september WK-kwalificatie № 696 | Uruguay                                                                                        | 5 – 0 | Bolivia | Estadio Centenario, Montevideo Toeschouwers: 39.253 Scheidsrechter: Gilberto Hidalgo (PER) |
| 7 september WK-kwalificatie № 696 | Diego Forlán 17' Javier Chevantón 40' Javier Chevantón 60' Nelson Abeijón 82' Carlos Bueno 87' |       |         | Estadio Centenario, Montevideo Toeschouwers: 39.253 Scheidsrechter: Gilberto Hidalgo (PER) |

|                                                       |                                                                       |       |                      |                                                                                             |
| 10 september WK-kwalificatie № 697 «onderlinge duels» | Paraguay                                                              | 4 – 1 | Uruguay              | Estadio Defensores del Chaco, Asunción Toeschouwers: 7.918 Scheidsrechter: Óscar Ruiz (COL) |
| 10 september WK-kwalificatie № 697 «onderlinge duels» | José Cardozo 27' Carlos Paredes 54' José Cardozo 58' José Cardozo 72' |       | 23' Javier Chevantón | Estadio Defensores del Chaco, Asunción Toeschouwers: 7.918 Scheidsrechter: Óscar Ruiz (COL) |

|                                    |        |                                     |         |                                                                                   |
| 15 oktober Vriendschappelijk № 698 | Mexico | 0 – 2                               | Uruguay | Soldier Field, Chicago Toeschouwers: 41.587 Scheidsrechter: Michael Kennedy (USA) |
| 15 oktober Vriendschappelijk № 698 |        | 27' Diego Perrone 63' Diego Perrone |         | Soldier Field, Chicago Toeschouwers: 41.587 Scheidsrechter: Michael Kennedy (USA) |

|                                   |                                        |       |                      |                                                                                          |
| 15 november WK-kwalificatie № 699 | Uruguay                                | 2 – 1 | Chili                | Estadio Centenario, Montevideo Toeschouwers: 70.000 Scheidsrechter: Claudio Martín (ARG) |
| 15 november WK-kwalificatie № 699 | Javier Chevantón 30' Adrián Romero 49' |       | 20' Rodrigo Meléndez | Estadio Centenario, Montevideo Toeschouwers: 70.000 Scheidsrechter: Claudio Martín (ARG) |

|                                   |                                  |       |                                                             | |
| 19 november WK-kwalificatie № 700 | Brazilië                         | 3 – 3 | Uruguay                                                     | Centro Poliesportivo Pinheiro, Curitiba Toeschouwers: 28.000 Scheidsrechter: Horacio Elizondo (ARG) |
| 19 november WK-kwalificatie № 700 | Kaká 20' Ronaldo 28' Ronaldo 86' |       | 56' Diego Forlán 76' Diego Forlán 79' (e.d.) Gilberto Silva | Centro Poliesportivo Pinheiro, Curitiba Toeschouwers: 28.000 Scheidsrechter: Horacio Elizondo (ARG) |

### 2004
|                                               |                                      |       |         |                                                                                   |
| 18 februari Vriendschappelijk № 701 20:00 uur | Jamaica                              | 2 – 0 | Uruguay | Nationaal Stadion, Kingston Toeschouwers: 42.131 Scheidsrechter: Ted Gordon (T&T) |
| 18 februari Vriendschappelijk № 701 20:00 uur | Onandi Lowe 10' Jermaine Johnson 81' |       |         | Nationaal Stadion, Kingston Toeschouwers: 42.131 Scheidsrechter: Ted Gordon (T&T) |

|                                          |         |                                                          |           |                                                                                       |
| 31 maart WK-kwalificatie № 702 20:40 uur | Uruguay | 0 – 3                                                    | Venezuela | Estadio Centenario, Montevideo Toeschouwers: 42.131 Scheidsrechter: René Ortubé (BOL) |
| 31 maart WK-kwalificatie № 702 20:40 uur |         | 18' Gabriel Urdaneta 63' Héctor González 77' Juan Arango |           | Estadio Centenario, Montevideo Toeschouwers: 42.131 Scheidsrechter: René Ortubé (BOL) |

|                                                           |                  |       |                                                              |                                                                                        |
| 1 juni WK-kwalificatie № 703 «onderlinge duels» 19:45 uur | Uruguay          | 1 – 3 | Peru                                                         | Estadio Centenario, Montevideo Toeschouwers: 23.329 Scheidsrechter: Rubén Selman (CHI) |
| 1 juni WK-kwalificatie № 703 «onderlinge duels» 19:45 uur | Diego Forlán 72' |       | 13' Nolberto Solano 19' Claudio Pizarro 62' Jefferson Farfán | Estadio Centenario, Montevideo Toeschouwers: 23.329 Scheidsrechter: Rubén Selman (CHI) |

|                                        |                                                                                               |       |         |                                                                                               |
| 6 juni WK-kwalificatie № 704 17:10 uur | Colombia                                                                                      | 5 – 0 | Uruguay | Estadio Metropolitano, Barranquilla Toeschouwers: 7.000 Scheidsrechter: Carlos Amarilla (PAR) |
| 6 juni WK-kwalificatie № 704 17:10 uur | Víctor Pacheco 17' Tressor Moreno 20' Víctor Pacheco 31' John Restrepo 81' Sergio Herrera 86' |       |         | Estadio Metropolitano, Barranquilla Toeschouwers: 7.000 Scheidsrechter: Carlos Amarilla (PAR) |

| Copa América |
| ------------ |

|                                   |                                      |       |                                    |                                                                                             |
| 7 juli Copa América Groep B № 705 | Mexico                               | 2 – 2 | Uruguay                            | Estadio Elias Aguirre, Chiclayo Toeschouwers: 18.472 Scheidsrechter: Gilberto Hidalgo (PER) |
| 7 juli Copa América Groep B № 705 | Ricardo Osorio 45+3' Pavel Pardo 69' |       | 43' Carlos Bueno 87' Paolo Montero | Estadio Elias Aguirre, Chiclayo Toeschouwers: 18.472 Scheidsrechter: Gilberto Hidalgo (PER) |

|                                    |                                   |       |                    |                                                                                          |
| 10 juli Copa América Groep B № 706 | Uruguay                           | 2 – 1 | Ecuador            | Estadio Elias Aguirre, Chiclayo Toeschouwers: 25.000 Scheidsrechter: Gustavo Brand (VEN) |
| 10 juli Copa América Groep B № 706 | Diego Forlán 61' Carlos Bueno 78' |       | 73' Franklin Salas | Estadio Elias Aguirre, Chiclayo Toeschouwers: 25.000 Scheidsrechter: Gustavo Brand (VEN) |

|                                    |                                                                               |       |                                          |                                                                                    |
| 13 juli Copa América Groep B № 707 | Argentinië                                                                    | 4 – 2 | Uruguay                                  | Estadio Miguel Grau, Piura Toeschouwers: 19.865 Scheidsrechter: Rubén Selman (CHI) |
| 13 juli Copa América Groep B № 707 | Kily González 19' Luciano Figueroa 20' Roberto Ayala 80' Luciano Figueroa 89' |       | 7' Fabian Estoyanoff 38' Vicente Sánchez | Estadio Miguel Grau, Piura Toeschouwers: 19.865 Scheidsrechter: Rubén Selman (CHI) |

|                                                           |                    |       |                                                         |                                                                                         |
| 18 juli Copa América Kwartfinale № 708 «onderlinge duels» | Paraguay           | 1 – 3 | Uruguay                                                 | Estadio Jorge Basadre, Tacna Toeschouwers: 19.850 Scheidsrechter: Héctor Baldassi (ARG) |
| 18 juli Copa América Kwartfinale № 708 «onderlinge duels» | Carlos Gamarra 15' |       | 40' (pen.) Carlos Bueno 65' Darío Silva 88' Darío Silva | Estadio Jorge Basadre, Tacna Toeschouwers: 19.850 Scheidsrechter: Héctor Baldassi (ARG) |

|                                                                      |                                                        |       |                                         |                                                                                   |
| 21 juli Copa América Halve finale № 709 «onderlinge duels» 19:45 uur | Uruguay                                                | 1 – 1 | Brazilië                                | Estadio Nacional, Lima Toeschouwers: 10.000 Scheidsrechter: Marco Rodríguez (MEX) |
| 21 juli Copa América Halve finale № 709 «onderlinge duels» 19:45 uur | Marcelo Sosa 22'                                       |       | 46' Adriano                             | Estadio Nacional, Lima Toeschouwers: 10.000 Scheidsrechter: Marco Rodríguez (MEX) |
| 21 juli Copa América Halve finale № 709 «onderlinge duels» 19:45 uur | Strafschoppen                                          |       |                                         | Estadio Nacional, Lima Toeschouwers: 10.000 Scheidsrechter: Marco Rodríguez (MEX) |
| 21 juli Copa América Halve finale № 709 «onderlinge duels» 19:45 uur | Darío Silva Sebastián Viera Omar Pouso Vicente Sánchez | 3 – 5 | Luisão Luís Fabiano Adriano Renato Alex | Estadio Nacional, Lima Toeschouwers: 10.000 Scheidsrechter: Marco Rodríguez (MEX) |

|                                         |                          |       |                                          |                                                                                            |
| 24 juli Copa América Troostfinale № 710 | Colombia                 | 1 – 2 | Uruguay                                  | Estadio Garcilaso de la Vega, Cuzco Toeschouwers: 35.000 Scheidsrechter: René Ortubé (BOL) |
| 24 juli Copa América Troostfinale № 710 | Sergio Herrera 70' (pen) |       | 2' Fabián Estoyanoff 80' Vicente Sánchez | Estadio Garcilaso de la Vega, Cuzco Toeschouwers: 35.000 Scheidsrechter: René Ortubé (BOL) |

|  |  |  |  |  |  |  |  |  |

|                                             |                  |       |         |                                                                                            |
| 5 september WK-kwalificatie № 711 15:15 uur | Uruguay          | 1 – 0 | Ecuador | Estadio Centenario, Montevideo Toeschouwers: 28.000 Scheidsrechter: Gilberto Hidalgo (PER) |
| 5 september WK-kwalificatie № 711 15:15 uur | Carlos Bueno 57' |       |         | Estadio Centenario, Montevideo Toeschouwers: 28.000 Scheidsrechter: Gilberto Hidalgo (PER) |

|                                           |                                                                                |       |                                                    |                                                                                          |
| 9 oktober WK-kwalificatie № 712 19:00 uur | Argentinië                                                                     | 4 – 2 | Uruguay                                            | Estadio Monumental, Buenos Aires Toeschouwers: 42.707 Scheidsrechter: Wilson Souza (BRA) |
| 9 oktober WK-kwalificatie № 712 19:00 uur | Lucho González 6' Luciano Figueroa 32' Javier Zanetti 45' Luciano Figueroa 54' |       | 63' Cristian Rodríguez 86' (pen.) Javier Chevantón | Estadio Monumental, Buenos Aires Toeschouwers: 42.707 Scheidsrechter: Wilson Souza (BRA) |

|                                            |         |       |         |                                                                                          |
| 12 oktober WK-kwalificatie № 713 21:00 uur | Bolivia | 0 – 0 | Uruguay | Estadio Hernando Siles, La Paz Toeschouwers: 27.574 Scheidsrechter: Márcio Rezende (BRA) |
| 12 oktober WK-kwalificatie № 713 21:00 uur |         |       |         | Estadio Hernando Siles, La Paz Toeschouwers: 27.574 Scheidsrechter: Márcio Rezende (BRA) |

|                                                      |                   |       |          |                                                                                        |
| 17 november WK-kwalificatie № 714 «onderlinge duels» | Uruguay           | 1 – 0 | Paraguay | Estadio Centenario, Montevideo Toeschouwers: 28.000 Scheidsrechter: Carlos Simon (BRA) |
| 17 november WK-kwalificatie № 714 «onderlinge duels» | Paolo Montero 78' |       |          | Estadio Centenario, Montevideo Toeschouwers: 28.000 Scheidsrechter: Carlos Simon (BRA) |

### 2005
|                                |                       |       |                   |                                                                                  |
| 26 maart WK-kwalificatie № 715 | Chili                 | 1 – 1 | Uruguay           | Estadio Nacional, Santiago Toeschouwers: 55.000 Scheidsrechter: Óscar Ruiz (COL) |
| 26 maart WK-kwalificatie № 715 | Milovan Mirosevic 47' |       | 4' Mario Regueiro | Estadio Nacional, Santiago Toeschouwers: 55.000 Scheidsrechter: Óscar Ruiz (COL) |

|                                          |                  |       |             |                                                                                           |
| 30 maart WK-kwalificatie № 716 20:30 uur | Uruguay          | 1 – 1 | Brazilië    | Estadio Centenario, Montevideo Toeschouwers: 60.968 Scheidsrechter: Héctor Baldassi (ARG) |
| 30 maart WK-kwalificatie № 716 20:30 uur | Diego Forlán 48' |       | 67' Emerson | Estadio Centenario, Montevideo Toeschouwers: 60.968 Scheidsrechter: Héctor Baldassi (ARG) |

|                                        |                         |       |                 | |
| 4 juni WK-kwalificatie № 717 20:00 uur | Venezuela               | 1 – 1 | Uruguay         | Estadio José Encarnación Romero, Maracaibo Toeschouwers: 27.000 Scheidsrechter: Gabriel Brazenas (ARG) |
| 4 juni WK-kwalificatie № 717 20:00 uur | Giancarlo Maldonado 73' |       | 2' Diego Forlán | Estadio José Encarnación Romero, Maracaibo Toeschouwers: 27.000 Scheidsrechter: Gabriel Brazenas (ARG) |

|                                                           |      |       |         |                                                                                   |
| 7 juni WK-kwalificatie № 718 «onderlinge duels» 20:00 uur | Peru | 0 – 0 | Uruguay | Estadio Nacional, Lima Toeschouwers: 31.515 Scheidsrechter: Héctor Baldassi (ARG) |
| 7 juni WK-kwalificatie № 718 «onderlinge duels» 20:00 uur |      |       |         | Estadio Nacional, Lima Toeschouwers: 31.515 Scheidsrechter: Héctor Baldassi (ARG) |

|                                               |                                                              |       |         |                                                                                           |
| 17 augustus Vriendschappelijk № 719 21:00 uur | Spanje                                                       | 2 – 0 | Uruguay | Estadio El Molinón, Gijón Toeschouwers: 23.348 Scheidsrechter: Olegário Benquerença (POR) |
| 17 augustus Vriendschappelijk № 719 21:00 uur | Pablo Gabriel García 25' (e.d.) Vicente Rodríguez 38' (pen.) |       |         | Estadio El Molinón, Gijón Toeschouwers: 23.348 Scheidsrechter: Olegário Benquerença (POR) |

|                                   |                                                                |       |                                     |                                                                                            |
| 4 september WK-kwalificatie № 720 | Uruguay                                                        | 3 – 2 | Colombia                            | Estadio Centenario, Montevideo Toeschouwers: 15.000 Scheidsrechter: Horacio Elizondo (ARG) |
| 4 september WK-kwalificatie № 720 | Marcelo Zalayeta 42' Marcelo Zalayeta 51' Marcelo Zalayeta 86' |       | 79' Elkin Soto 82' Juan Pablo Ángel | Estadio Centenario, Montevideo Toeschouwers: 15.000 Scheidsrechter: Horacio Elizondo (ARG) |

|                                           |         |       |         |                                                                                             |
| 8 oktober WK-kwalificatie № 721 16:00 uur | Ecuador | 0 – 0 | Uruguay | Estadio Olímpico Atahualpa, Quito Toeschouwers: 37.270 Scheidsrechter: Márcio Rezende (BRA) |
| 8 oktober WK-kwalificatie № 721 16:00 uur |         |       |         | Estadio Olímpico Atahualpa, Quito Toeschouwers: 37.270 Scheidsrechter: Márcio Rezende (BRA) |

|                                                               |                   |       |            |                                                                                        |
| 12 oktober WK-kwalificatie № 722 «onderlinge duels» 21:30 uur | Uruguay           | 1 – 0 | Argentinië | Estadio Centenario, Montevideo Toeschouwers: 55.000 Scheidsrechter: Wilson Souza (BRA) |
| 12 oktober WK-kwalificatie № 722 «onderlinge duels» 21:30 uur | Álvaro Recoba 46' |       |            | Estadio Centenario, Montevideo Toeschouwers: 55.000 Scheidsrechter: Wilson Souza (BRA) |

|                                              |                                                             |       |                     |                                                                                            |
| 26 oktober Vriendschappelijk № 723 21:30 uur | Mexico                                                      | 3 – 1 | Uruguay             | Estadio Jalisco, Guadalajara Toeschouwers: 45.000 Scheidsrechter: Hugo León Guajardo (MEX) |
| 26 oktober Vriendschappelijk № 723 21:30 uur | Carlos Salcido 16' Diego Martínez 47' (pen.) Luis Pérez 53' |       | 17' Sebastián Abreu | Estadio Jalisco, Guadalajara Toeschouwers: 45.000 Scheidsrechter: Hugo León Guajardo (MEX) |

|                                                       |                     |       |           |                                                                                           |
| 12 november WK-kwalificatie Play-offs № 724 18:00 uur | Uruguay             | 1 – 0 | Australië | Estadio Centenario, Montevideo Toeschouwers: 58.000 Scheidsrechter: Claus Bo Larsen (DEN) |
| 12 november WK-kwalificatie Play-offs № 724 18:00 uur | Darío Rodríguez 36' |       |           | Estadio Centenario, Montevideo Toeschouwers: 58.000 Scheidsrechter: Claus Bo Larsen (DEN) |

|                                                       |                                                              |       |                                                                   |                                                                                                  |
| 16 november WK-kwalificatie Play-offs № 725 20:00 uur | Australië                                                    | 1 – 0 | Uruguay                                                           | Telstra Olympic Stadium, Sydney Toeschouwers: 82.698 Scheidsrechter: Luis Medina Cantalejo (ESP) |
| 16 november WK-kwalificatie Play-offs № 725 20:00 uur | Mark Bresciano 35'                                           |       |                                                                   | Telstra Olympic Stadium, Sydney Toeschouwers: 82.698 Scheidsrechter: Luis Medina Cantalejo (ESP) |
| 16 november WK-kwalificatie Play-offs № 725 20:00 uur | Strafschoppen                                                |       |                                                                   | Telstra Olympic Stadium, Sydney Toeschouwers: 82.698 Scheidsrechter: Luis Medina Cantalejo (ESP) |
| 16 november WK-kwalificatie Play-offs № 725 20:00 uur | Harry Kewell Lucas Neill Tony Vidmar Mark Viduka John Aloisi | 4 – 2 | Darío Rodríguez Gustavo Varela Fabián Estoyanoff Marcelo Zalayeta | Telstra Olympic Stadium, Sydney Toeschouwers: 82.698 Scheidsrechter: Luis Medina Cantalejo (ESP) |

### 2006
|                                           |                                 |       |                |                                                                                   |
| 1 maart Vriendschappelijk № 726 20:05 uur | Engeland                        | 2 – 1 | Uruguay        | Anfield Road, Liverpool Toeschouwers: 40.013 Scheidsrechter: Stefano Farina (ITA) |
| 1 maart Vriendschappelijk № 726 20:05 uur | Peter Crouch 75' Joe Cole 90+3' |       | 26' Omar Pouso | Anfield Road, Liverpool Toeschouwers: 40.013 Scheidsrechter: Stefano Farina (ITA) |

|                                          |                       |       |               |                                                                                         |
| 21 mei Vriendschappelijk № 727 19:00 uur | Uruguay               | 1 – 0 | Noord-Ierland | New York Giants Stadium, New Jersey Toeschouwers: 4.152 Scheidsrechter: Alex Prus (USA) |
| 21 mei Vriendschappelijk № 727 19:00 uur | Fabián Estoyanoff 33' |       |               | New York Giants Stadium, New Jersey Toeschouwers: 4.152 Scheidsrechter: Alex Prus (USA) |

|                                          |                                       |       |          |                                                                                      |
| 24 mei Vriendschappelijk № 728 20:00 uur | Uruguay                               | 2 – 0 | Roemenië | Memorial Coliseum, Los Angeles Toeschouwers: 4.152 Scheidsrechter: Kevin Stott (USA) |
| 24 mei Vriendschappelijk № 728 20:00 uur | Gonzalo Vargas 46' Gonzalo Vargas 59' |       |          | Memorial Coliseum, Los Angeles Toeschouwers: 4.152 Scheidsrechter: Kevin Stott (USA) |

|                                                             |                      |       |                 |                                                                                         |
| 27 mei Vriendschappelijk № 729 «onderlinge duels» 19:15 uur | Servië en Montenegro | 1 – 1 | Uruguay         | Stadion FK Crvena Zvezda, Belgrado Toeschouwers: 35.000 Scheidsrechter: Drago Kos (SLO) |
| 27 mei Vriendschappelijk № 729 «onderlinge duels» 19:15 uur | Dejan Stanković 17'  |       | 82' Diego Godín | Stadion FK Crvena Zvezda, Belgrado Toeschouwers: 35.000 Scheidsrechter: Drago Kos (SLO) |

|                               |                    |       |                                         |                                                                                |
| 31 mei LG Cup № 730 17:00 uur | Libië              | 1 – 2 | Uruguay                                 | Stade 7 Novembre, Radès Toeschouwers: 5.000 Scheidsrechter: Atef Yacoubi (TUN) |
| 31 mei LG Cup № 730 17:00 uur | Tareq El Tayeb 62' |       | 16' Nicolás Vigneri 35' Sebastián Abreu | Stade 7 Novembre, Radès Toeschouwers: 5.000 Scheidsrechter: Atef Yacoubi (TUN) |

|                               |                                                         |       |                                                                      |                                                                                       |
| 2 juni LG Cup № 731 19:30 uur | Tunesië                                                 | 0 – 0 | Uruguay                                                              | Stade 7 Novembre, Radès Toeschouwers: 25.000 Scheidsrechter: Nasser Abbes Kabil (EGY) |
| 2 juni LG Cup № 731 19:30 uur |                                                         |       |                                                                      | Stade 7 Novembre, Radès Toeschouwers: 25.000 Scheidsrechter: Nasser Abbes Kabil (EGY) |
| 2 juni LG Cup № 731 19:30 uur | Strafschoppen                                           |       |                                                                      | Stade 7 Novembre, Radès Toeschouwers: 25.000 Scheidsrechter: Nasser Abbes Kabil (EGY) |
| 2 juni LG Cup № 731 19:30 uur | Jawhar Mnari Kaiès Ghodhbane Riadh Bouzizi Medhi Meryah | 1 – 3 | Andrés Scotti Nicolás Olivera Fabián Estoyanoff Guillermo Giacomazzi | Stade 7 Novembre, Radès Toeschouwers: 25.000 Scheidsrechter: Nasser Abbes Kabil (EGY) |

|                                               |        |                                                 |         |                                                                                           |
| 16 augustus Vriendschappelijk № 732 19:30 uur | Egypte | 0 – 2                                           | Uruguay | Alexandria Stadion, Alexandria Toeschouwers: 10.000 Scheidsrechter: Mohamed Benouza (ALG) |
| 16 augustus Vriendschappelijk № 732 19:30 uur |        | 67' Diego Godín 83' (e.d.) Abdel Zaher El Saqqa |         | Alexandria Stadion, Alexandria Toeschouwers: 10.000 Scheidsrechter: Mohamed Benouza (ALG) |

|                                                |                      |       |         | |
| 27 september Vriendschappelijk № 733 21:00 uur | Venezuela            | 1 – 0 | Uruguay | Estadio José Encarnación Romero, Maracaibo Toeschouwers: 17.000 Scheidsrechter: Jorge Manzur (VEN) |
| 27 september Vriendschappelijk № 733 21:00 uur | Daniel Arismendi 54' |       |         | Estadio José Encarnación Romero, Maracaibo Toeschouwers: 17.000 Scheidsrechter: Jorge Manzur (VEN) |

|                                              |                                                                           |       |           |                                                                                          |
| 18 oktober Vriendschappelijk № 734 21:00 uur | Uruguay                                                                   | 4 – 0 | Venezuela | Estadio Centenario, Montevideo Toeschouwers: 7.000 Scheidsrechter: Roberto Silvera (URU) |
| 18 oktober Vriendschappelijk № 734 21:00 uur | Vicente Sánchez 12' Diego Godín 14' Sebastián Abreu 51' Sergio Blanco 88' |       |           | Estadio Centenario, Montevideo Toeschouwers: 7.000 Scheidsrechter: Roberto Silvera (URU) |

|                                               |                                                    |       |         |                                                                                             |
| 15 november Vriendschappelijk № 735 18:00 uur | Georgië                                            | 2 – 0 | Uruguay | Boris Paitsjadzestadion, Tbilisi Toeschouwers: 12.000 Scheidsrechter: Vitaly Godulyan (UKR) |
| 15 november Vriendschappelijk № 735 18:00 uur | Levan Kobiasjvili 40' (pen.) Levan Kobiasjvili 61' |       |         | Boris Paitsjadzestadion, Tbilisi Toeschouwers: 12.000 Scheidsrechter: Vitaly Godulyan (UKR) |

### 2007
|                                    |                    |       |                                                                          |                                                                                          |
| 7 februari Vriendschappelijk № 736 | Colombia           | 1 – 3 | Uruguay                                                                  | Estadio General Santander, Cúcuta Toeschouwers: 22.105 Scheidsrechter: Jorge Hoyos (COL) |
| 7 februari Vriendschappelijk № 736 | Hugo Rodallega 81' |       | 17' (pen.) Sebastián Abreu 61' (pen.) Sebastián Abreu 74' Gonzalo Vargas | Estadio General Santander, Cúcuta Toeschouwers: 22.105 Scheidsrechter: Jorge Hoyos (COL) |

|                                  |            |                                   |         |                                                                                       |
| 24 maart Vriendschappelijk № 737 | Zuid-Korea | 0 – 2                             | Uruguay | Seoul World Cup Stadion, Seoul Toeschouwers: 42.159 Scheidsrechter: Kenji Ogiya (JPN) |
| 24 maart Vriendschappelijk № 737 |            | 19' Carlos Bueno 37' Carlos Bueno |         | Seoul World Cup Stadion, Seoul Toeschouwers: 42.159 Scheidsrechter: Kenji Ogiya (JPN) |

|                                |                    |       |                                    |                                                                                            |
| 2 juni Vriendschappelijk № 738 | Australië          | 1 – 2 | Uruguay                            | Telstra Olympic Stadium, Sydney Toeschouwers: 61.795 Scheidsrechter: Roberto Rosetti (ITA) |
| 2 juni Vriendschappelijk № 738 | Mile Sterjovski 6' |       | 40' Diego Forlán 77' Álvaro Recoba | Telstra Olympic Stadium, Sydney Toeschouwers: 61.795 Scheidsrechter: Roberto Rosetti (ITA) |

| Copa América |
| ------------ |

|                                                                 |         |                                                                    |      | |
| 26 juni Copa América Groep A № 739 «onderlinge duels» 18:05 uur | Uruguay | 0 – 3                                                              | Peru | Estadio Metropolitano de Mérida, Mérida Toeschouwers: 23.000 Scheidsrechter: Carlos Amarilla (PAR) |
| 26 juni Copa América Groep A № 739 «onderlinge duels» 18:05 uur |         | 27' Miguel Villalta 70' Juan Carlos Mariño 88' José Paolo Guerrero |      | Estadio Metropolitano de Mérida, Mérida Toeschouwers: 23.000 Scheidsrechter: Carlos Amarilla (PAR) |

|                                              |         |                     |         |                                                                                                  |
| 30 juni Copa América Groep A № 740 16:05 uur | Bolivia | 0 – 1               | Uruguay | Estadio Polideportivo, San Cristóbal Toeschouwers: 23.000 Scheidsrechter: Baldomero Toledo (USA) |
| 30 juni Copa América Groep A № 740 16:05 uur |         | 58' Vicente Sánchez |         | Estadio Polideportivo, San Cristóbal Toeschouwers: 23.000 Scheidsrechter: Baldomero Toledo (USA) |

|                                             |           |       |         |                                                                                                 |
| 3 juli Copa América Groep A № 741 20:50 uur | Venezuela | 0 – 0 | Uruguay | Estadio Metropolitano de Mérida, Mérida Toeschouwers: 42.000 Scheidsrechter: Carlos Simon (BRA) |
| 3 juli Copa América Groep A № 741 20:50 uur |           |       |         | Estadio Metropolitano de Mérida, Mérida Toeschouwers: 42.000 Scheidsrechter: Carlos Simon (BRA) |

|                                                 |                 |       |                                                                                     |                                                                                                |
| 7 juli Copa América Kwartfinale № 742 18:05 uur | Venezuela       | 1 – 4 | Uruguay                                                                             | Estadio Polideportivo, San Cristóbal Toeschouwers: 41.200 Scheidsrechter: Carlos Chandía (CHI) |
| 7 juli Copa América Kwartfinale № 742 18:05 uur | Juan Arango 41' |       | 38' Diego Forlán 64' Pablo Gabriel García 86' Cristian Rodríguez 90+1' Diego Forlán | Estadio Polideportivo, San Cristóbal Toeschouwers: 41.200 Scheidsrechter: Carlos Chandía (CHI) |

|                                                   | |       |                                                            |                                                                                                |
| 10 juli Copa América Halve finale № 743 20:50 uur | Uruguay | 2 – 2 | Brazilië                                                   | Estadio José Pachencho Romero, Maracaibo Toeschouwers: 38.100 Scheidsrechter: Óscar Ruiz (COL) |
| 10 juli Copa América Halve finale № 743 20:50 uur | Diego Forlán 36' Sebastián Abreu 69'                                                                             |       | 13' Maicon 41' Júlio Baptista                              | Estadio José Pachencho Romero, Maracaibo Toeschouwers: 38.100 Scheidsrechter: Óscar Ruiz (COL) |
| 10 juli Copa América Halve finale № 743 20:50 uur | Strafschoppen |       |                                                            | Estadio José Pachencho Romero, Maracaibo Toeschouwers: 38.100 Scheidsrechter: Óscar Ruiz (COL) |
| 10 juli Copa América Halve finale № 743 20:50 uur | Diego Forlán Andrés Scotti Ignacio González Cristian Rodríguez Sebastián Abreu Pablo Gabriel García Diego Lugano | 4 – 5 | Robinho Juan Gilberto Silva Afonso Diego Fernando Gilberto | Estadio José Pachencho Romero, Maracaibo Toeschouwers: 38.100 Scheidsrechter: Óscar Ruiz (COL) |

|                                                   |                                                                 |       |                     |                                                                                       |
| 14 juli Copa América Troostfinale № 744 17:05 uur | Mexico                                                          | 3 – 1 | Uruguay             | Estadio Olímpico, Caracas Toeschouwers: 25.000 Scheidsrechter: Mauricio Reinoso (ECU) |
| 14 juli Copa América Troostfinale № 744 17:05 uur | Cuauhtémoc Blanco 36' (pen.) Omar Bravo 68' Andrés Guardado 76' |       | 22' Sebastián Abreu | Estadio Olímpico, Caracas Toeschouwers: 25.000 Scheidsrechter: Mauricio Reinoso (ECU) |

|  |  |  |  |  |  |  |  |  |

|                                      |             |       |         |                                                                                  |
| 12 september Vriendschappelijk № 745 | Zuid-Afrika | 0 – 0 | Uruguay | Ellis Park, Johannesburg Toeschouwers: 7.500 Scheidsrechter: Tendai Bwanya (ZIM) |
| 12 september Vriendschappelijk № 745 |             |       |         | Ellis Park, Johannesburg Toeschouwers: 7.500 Scheidsrechter: Tendai Bwanya (ZIM) |

|                                  |                                                                                          |       |         |                                                                                        |
| 13 oktober WK-kwalificatie № 746 | Uruguay                                                                                  | 5 – 0 | Bolivia | Estadio Centenario, Montevideo Toeschouwers: 25.200 Scheidsrechter: Rubén Selman (CHI) |
| 13 oktober WK-kwalificatie № 746 | Luis Suárez 4' Diego Forlán 38' Sebastián Abreu 48' Vicente Sánchez 67' Carlos Bueno 83' |       |         | Estadio Centenario, Montevideo Toeschouwers: 25.200 Scheidsrechter: Rubén Selman (CHI) |

|                                  |                   |       |         |                                                                                                   |
| 17 oktober WK-kwalificatie № 747 | Paraguay          | 1 – 0 | Uruguay | Estadio Defensores del Chaco, Asunción Toeschouwers: 23.200 Scheidsrechter: Héctor Baldassi (ARG) |
| 17 oktober WK-kwalificatie № 747 | Nelson Valdez 15' |       |         | Estadio Defensores del Chaco, Asunción Toeschouwers: 23.200 Scheidsrechter: Héctor Baldassi (ARG) |

|                                   |                                     |       |                              |                                                                                           |
| 18 november WK-kwalificatie № 748 | Uruguay                             | 2 – 2 | Chili                        | Estadio Centenario, Montevideo Toeschouwers: 35.000 Scheidsrechter: Sergio Pezzotta (ARG) |
| 18 november WK-kwalificatie № 748 | Luis Suárez 42' Sebastián Abreu 81' |       | 59' 70' (pen.) Marcelo Salas | Estadio Centenario, Montevideo Toeschouwers: 35.000 Scheidsrechter: Sergio Pezzotta (ARG) |

|                                   |                                   |       |                    |                                                                                          |
| 22 november WK-kwalificatie № 749 | Brazilië                          | 2 – 1 | Uruguay            | Estádio do Morumbi, São Paulo Toeschouwers: 70.000 Scheidsrechter: Héctor Baldassi (ARG) |
| 22 november WK-kwalificatie № 749 | Luís Fabiano 45' Luís Fabiano 64' |       | 9' Sebastián Abreu | Estádio do Morumbi, São Paulo Toeschouwers: 70.000 Scheidsrechter: Héctor Baldassi (ARG) |

### 2008
|                                    |                                    |       |                                   |                                                                                          |
| 6 februari Vriendschappelijk № 750 | Uruguay                            | 2 – 2 | Colombia                          | Estadio Centenario, Montevideo Toeschouwers: 31.000 Scheidsrechter: Líber Prudente (URU) |
| 6 februari Vriendschappelijk № 750 | Edinson Cavani 78' Luis Suárez 86' |       | 24' Edixon Perea 73' Edixon Perea | Estadio Centenario, Montevideo Toeschouwers: 31.000 Scheidsrechter: Líber Prudente (URU) |

|                                |                                  |       |                                                                      |                                                                                    |
| 25 mei Vriendschappelijk № 751 | Turkije                          | 2 – 3 | Uruguay                                                              | RewirpowerSTADION, Bochum Toeschouwers: 13.786 Scheidsrechter: Florian Meyer (GER) |
| 25 mei Vriendschappelijk № 751 | Arda Turan 13' Nihat Kahveci 51' |       | 31' (pen.) Luis Suárez 78' Luis Suárez 85' (pen.) Cristian Rodríguez | RewirpowerSTADION, Bochum Toeschouwers: 13.786 Scheidsrechter: Florian Meyer (GER) |

|                                                   |                                           |       |                                      |                                                                                    |
| 28 mei Vriendschappelijk № 752 «onderlinge duels» | Noorwegen                                 | 2 – 2 | Uruguay                              | Ullevaal Stadion, Oslo Toeschouwers: 12.246 Scheidsrechter: Anthony Buttimer (IRL) |
| 28 mei Vriendschappelijk № 752 «onderlinge duels» | Tarik Elyounoussi 50' John Arne Riise 85' |       | 43' Luis Suárez 69' Sebastián Eguren | Ullevaal Stadion, Oslo Toeschouwers: 12.246 Scheidsrechter: Anthony Buttimer (IRL) |

|                               |                  |       |                   |                                                                                            |
| 14 juni WK-kwalificatie № 753 | Uruguay          | 1 – 1 | Venezuela         | Estadio Centenario, Montevideo Toeschouwers: 41.831 Scheidsrechter: Alfredo Intriago (ECU) |
| 14 juni WK-kwalificatie № 753 | Diego Lugano 12' |       | 55' Ronald Vargas | Estadio Centenario, Montevideo Toeschouwers: 41.831 Scheidsrechter: Alfredo Intriago (ECU) |

|                                                  | |       |      |                                                                                      |
| 17 juni WK-kwalificatie № 754 «onderlinge duels» | Uruguay | 6 – 0 | Peru | Estadio Centenario, Montevideo Toeschouwers: 20.016 Scheidsrechter: Pablo Pozo (CHI) |
| 17 juni WK-kwalificatie № 754 «onderlinge duels» | Diego Forlán 8' Diego Forlán 37' (pen.) Diego Forlán 56' Carlos Bueno 61' Carlos Bueno 69' Sebastián Abreu 90' |       |      | Estadio Centenario, Montevideo Toeschouwers: 20.016 Scheidsrechter: Pablo Pozo (CHI) |

|                                                          |                             |       |                                                               |                                                                                |
| 20 augustus Kirin Challenge Cup № 755 «onderlinge duels» | Japan                       | 1 – 3 | Uruguay                                                       | Sapporo Dome, Sapporo Toeschouwers: 31.133 Scheidsrechter: Marcin Borski (POL) |
| 20 augustus Kirin Challenge Cup № 755 «onderlinge duels» | Sebastián Eguren 48' (e.d.) |       | 55' Sebastián Eguren 83' Ignacio González 90' Sebastián Abreu | Sapporo Dome, Sapporo Toeschouwers: 31.133 Scheidsrechter: Marcin Borski (POL) |

|                                                      |          |                      |         |                                                                                      |
| 6 september WK-kwalificatie № 756 «onderlinge duels» | Colombia | 0 – 1                | Uruguay | Estadio El Campín, Bogota Toeschouwers: 35.024 Scheidsrechter: Leonardo Gaciba (BRA) |
| 6 september WK-kwalificatie № 756 «onderlinge duels» |          | 15' Sebastián Eguren |         | Estadio El Campín, Bogota Toeschouwers: 35.024 Scheidsrechter: Leonardo Gaciba (BRA) |

|                                    |         |       |         |                                                                                      |
| 10 september WK-kwalificatie № 757 | Uruguay | 0 – 0 | Ecuador | Estadio Centenario, Montevideo Toeschouwers: 45.000 Scheidsrechter: Óscar Ruiz (COL) |
| 10 september WK-kwalificatie № 757 |         |       |         | Estadio Centenario, Montevideo Toeschouwers: 45.000 Scheidsrechter: Óscar Ruiz (COL) |

|                                                     |                                   |       |                  |                                                                                           |
| 11 oktober WK-kwalificatie № 758 «onderlinge duels» | Argentinië                        | 2 – 1 | Uruguay          | Estadio Monumental, Buenos Aires Toeschouwers: 42.421 Scheidsrechter: Carlos Torres (PAR) |
| 11 oktober WK-kwalificatie № 758 «onderlinge duels» | Lionel Messi 5' Sergio Agüero 12' |       | 39' Diego Lugano | Estadio Monumental, Buenos Aires Toeschouwers: 42.421 Scheidsrechter: Carlos Torres (PAR) |

|                                                     |                                       |       |                                      |                                                                                           |
| 14 oktober WK-kwalificatie № 759 «onderlinge duels» | Bolivia                               | 2 – 2 | Uruguay                              | Estadio Hernando Siles, La Paz Toeschouwers: 21.075 Scheidsrechter: Héctor Baldassi (ARG) |
| 14 oktober WK-kwalificatie № 759 «onderlinge duels» | Marcelo Moreno 15' Marcelo Moreno 42' |       | 63' Carlos Bueno 88' Sebastián Abreu | Estadio Hernando Siles, La Paz Toeschouwers: 21.075 Scheidsrechter: Héctor Baldassi (ARG) |

|                                               |           |       |         |                                                                                     |
| 19 november Vriendschappelijk № 760 21:00 uur | Frankrijk | 0 – 0 | Uruguay | Stade de France, Parijs Toeschouwers: 79.666 Scheidsrechter: Cyril Zimmermann (SUI) |
| 19 november Vriendschappelijk № 760 21:00 uur |           |       |         | Stade de France, Parijs Toeschouwers: 79.666 Scheidsrechter: Cyril Zimmermann (SUI) |

### 2009
|                                                        |                                     |       |                                                            |                                                                                     |
| 11 februari Vriendschappelijk № 761 «onderlinge duels» | Libië                               | 2 – 3 | Uruguay                                                    | Juni 11 Stadion, Tripoli Toeschouwers: 3.000 Scheidsrechter: Naser Al Ghafari (JOR) |
| 11 februari Vriendschappelijk № 761 «onderlinge duels» | Mohamed Esnani 31' Osama Fazani 57' |       | 14' Sebastián Eguren 71' Jorge Martínez 74' Álvaro Pereira | Juni 11 Stadion, Tripoli Toeschouwers: 3.000 Scheidsrechter: Naser Al Ghafari (JOR) |

|                                                   |                                   |       |          |                                                                                        |
| 28 maart WK-kwalificatie № 762 «onderlinge duels» | Uruguay                           | 2 – 0 | Paraguay | Estadio Centenario, Montevideo Toeschouwers: 45.000 Scheidsrechter: Carlos Simon (BRA) |
| 28 maart WK-kwalificatie № 762 «onderlinge duels» | Diego Forlán 29' Diego Lugano 57' |       |          | Estadio Centenario, Montevideo Toeschouwers: 45.000 Scheidsrechter: Carlos Simon (BRA) |

|                                                  |       |       |         |                                                                                       |
| 1 april WK-kwalificatie № 763 «onderlinge duels» | Chili | 0 – 0 | Uruguay | Estadio Nacional, Santiago Toeschouwers: 55.000 Scheidsrechter: Héctor Baldassi (ARG) |
| 1 april WK-kwalificatie № 763 «onderlinge duels» |       |       |         | Estadio Nacional, Santiago Toeschouwers: 55.000 Scheidsrechter: Héctor Baldassi (ARG) |

|                                                 |         |                                                            |          |                                                                                        |
| 6 juni WK-kwalificatie № 764 «onderlinge duels» | Uruguay | 0 – 4                                                      | Brazilië | Estadio Centenario, Montevideo Toeschouwers: 52.000 Scheidsrechter: Saul Laverni (ARG) |
| 6 juni WK-kwalificatie № 764 «onderlinge duels» |         | 12' Daniel Alves 36' Juan 52' Luís Fabiano 75' (pen.) Kaka |          | Estadio Centenario, Montevideo Toeschouwers: 52.000 Scheidsrechter: Saul Laverni (ARG) |

|                                                  |                                            |       |                                  |                                                                                                 |
| 10 juni WK-kwalificatie № 765 «onderlinge duels» | Venezuela                                  | 2 – 2 | Uruguay                          | Polideportivo Cachamay, Puerto Ordaz Toeschouwers: 37.000 Scheidsrechter: Salvio Fagundes (BRA) |
| 10 juni WK-kwalificatie № 765 «onderlinge duels» | Giancarlo Maldonado 9' José Manuel Rey 75' |       | 60' Luis Suárez 72' Diego Forlán | Polideportivo Cachamay, Puerto Ordaz Toeschouwers: 37.000 Scheidsrechter: Salvio Fagundes (BRA) |

|                                                        |                    |       |         |                                                                                     |
| 12 augustus Vriendschappelijk № 766 «onderlinge duels» | Algerije           | 1 – 0 | Uruguay | Stade 5 Juillet 1962, Algiers Toeschouwers: 45.000 Scheidsrechter: Riad Harzi (TUN) |
| 12 augustus Vriendschappelijk № 766 «onderlinge duels» | Rafik Djebbour 78' |       |         | Stade 5 Juillet 1962, Algiers Toeschouwers: 45.000 Scheidsrechter: Riad Harzi (TUN) |

|                                                      |                    |       |         |                                                                                        |
| 5 september WK-kwalificatie № 767 «onderlinge duels» | Peru               | 1 – 0 | Uruguay | Estadio Monumental "U", Lima Toeschouwers: 15.000 Scheidsrechter: Carlos Chandía (CHI) |
| 5 september WK-kwalificatie № 767 «onderlinge duels» | Hernan Rengifo 86' |       |         | Estadio Monumental "U", Lima Toeschouwers: 15.000 Scheidsrechter: Carlos Chandía (CHI) |

|                                                      |                                                       |       |                      |                                                                                         |
| 9 september WK-kwalificatie № 768 «onderlinge duels» | Uruguay                                               | 3 – 1 | Colombia             | Estadio Centenario, Montevideo Toeschouwers: 30.000 Scheidsrechter: Carlos Torres (PAR) |
| 9 september WK-kwalificatie № 768 «onderlinge duels» | Luis Suárez 6' Andres Scotti 77' Sebastián Eguren 88' |       | 64' Jackson Martínez | Estadio Centenario, Montevideo Toeschouwers: 30.000 Scheidsrechter: Carlos Torres (PAR) |

|                                                     |                           |       |                                  |                                                                                              |
| 10 oktober WK-kwalificatie № 769 «onderlinge duels» | Ecuador                   | 1 – 2 | Uruguay                          | Estadio Olímpico Atahualpa, Quito Toeschouwers: 42.700 Scheidsrechter: Salvio Fagundes (BRA) |
| 10 oktober WK-kwalificatie № 769 «onderlinge duels» | Luis Antonio Valencia 67' |       | 69' Luis Suárez 90' Diego Forlán | Estadio Olímpico Atahualpa, Quito Toeschouwers: 42.700 Scheidsrechter: Salvio Fagundes (BRA) |

|                                                     |         |                   |            |                                                                                           |
| 14 oktober WK-kwalificatie № 770 «onderlinge duels» | Uruguay | 0 – 1             | Argentinië | Estadio Centenario, Montevideo Toeschouwers: 60.000 Scheidsrechter: Carlos Amarilla (PAR) |
| 14 oktober WK-kwalificatie № 770 «onderlinge duels» |         | 84' Mario Bolatti |            | Estadio Centenario, Montevideo Toeschouwers: 60.000 Scheidsrechter: Carlos Amarilla (PAR) |

|                                                                                  |            |                  |         | |
| 14 november WK-kwalificatie Play-offs № 771 «onderlinge duels» 20:00 uur (UTC−6) | Costa Rica | 0 – 1            | Uruguay | Estadio Ricardo Saprissa, San José Toeschouwers: 19.500 Scheidsrechter: Alberto Undiano Mallenco (ESP) |
| 14 november WK-kwalificatie Play-offs № 771 «onderlinge duels» 20:00 uur (UTC−6) |            | 21' Diego Lugano |         | Estadio Ricardo Saprissa, San José Toeschouwers: 19.500 Scheidsrechter: Alberto Undiano Mallenco (ESP) |

|                                                                                  |                     |       |                    |                                                                                           |
| 18 november WK-kwalificatie Play-offs № 772 «onderlinge duels» 21:00 uur (UTC−2) | Uruguay             | 1 – 1 | Costa Rica         | Estadio Centenario, Montevideo Toeschouwers: 62.150 Scheidsrechter: Massimo Busacca (SUI) |
| 18 november WK-kwalificatie Play-offs № 772 «onderlinge duels» 21:00 uur (UTC−2) | Sebastián Abreu 70' |       | 74' Walter Centeno | Estadio Centenario, Montevideo Toeschouwers: 62.150 Scheidsrechter: Massimo Busacca (SUI) |

AUF · A-internationals · Selecties · Bondscoaches · Uruguayaans vrouwenelftal · Olympisch elftal · Uruguay U21 · Uruguay U20 · Uruguay U19 · Uruguay U18 · Uruguay U17
1900 – 1909 ·
1910 – 1919 ·
1920 – 1929 ·
1930 – 1939 ·
1940 – 1949 ·
1950 – 1959 ·
1960 – 1969 ·
1970 – 1979 ·
1980 – 1989 ·
1990 – 1999 ·
2000 – 2009 ·
2010 – 2019 ·
2020 – 2029
WK 1930 · 
WK 1950 · 
WK 1954 · 
WK 1962 · 
WK 1966 · 
WK 1970 ·
WK 1974 · 
WK 1986 · 
WK 1990 · 
WK 2002 · 
WK 2010 · 
WK 2014 · 
WK 2018
OS 1924 · 
OS 1928 ·
OS 2012
1902 · 
1903 · 
1904 · 
1905 · 
1906 · 
1907 · 
1908 · 
1909 ·
1910 · 
1911 · 
1912 · 
1913 · 
1914 · 
1915 · 
1916 · 
1917 · 
1918 · 
1919 ·
1920 · 
1921 · 
1922 · 
1923 · 
1924 · 
1925 · 
1926 · 
1927 · 
1928 · 
1929 ·
1930 · 
1931 · 
1932 · 
1933 · 
1934 · 
1935 · 
1936 · 
1937 · 
1938 · 
1939 ·
1940 · 
1941 · 
1942 · 
1943 · 
1944 · 
1945 · 
1946 · 
1947 · 
1948 · 
1949 ·
1950 · 
1951 · 
1952 · 
1953 · 
1954 · 
1955 · 
1956 · 
1957 · 
1958 · 
1959 ·
1960 · 
1961 · 
1962 · 
1963 · 
1964 · 
1965 · 
1966 · 
1967 · 
1968 · 
1969 ·
1970 · 
1971 · 
1972 · 
1973 · 
1974 · 
1975 · 
1976 · 
1977 · 
1978 · 
1979 ·
1980 · 
1981 · 
1982 · 
1983 · 
1984 · 
1985 · 
1986 · 
1987 · 
1988 · 
1989 ·
1990 ·
1991 · 
1992 · 
1993 · 
1994 · 
1995 · 
1996 · 
1997 · 
1998 · 
1999 · 
2000 · 
2001 · 
2002 · 
2003 · 
2004 · 
2005 · 
2006 · 
2007 · 
2008 · 
2009 · 
2010 · 
2011 · 
2012 · 
2013 · 
2014 · 
2015 · 
2016 ·
2017 ·
2018 ·
2019 ·
2020 ·
2021 ·
2022 ·
2023 ·
2024
Algerije ·
Angola ·
Argentinië ·
Australië ·
België ·
Bolivia ·
Brazilië ·
Bulgarije ·
Canada ·
Chili ·
China ·
Colombia ·
Costa Rica ·
Cuba ·
DDR ·
Denemarken ·
Duitsland ·
Ecuador ·
Egypte ·
Engeland ·
Estland ·
 Finland ·
Frankrijk ·
Georgië ·
Ghana ·
Guatemala ·
Haïti ·
Honduras ·
Hongarije ·
Ierland ·
India ·
Indonesië ·
Irak ·
Iran ·
Israël ·
Italië ·
Ivoorkust ·
Jamaica ·
Japan ·
Joegoslavië ·
Jordanië ·
Libië ·
Luxemburg ·
Maleisië ·
Mexico ·
Marokko ·
Nederland ·
Nicaragua ·
Nieuw-Zeeland ·
Nigeria ·
Noord-Ierland ·
Noorwegen ·
Oekraïne ·
Oezbekistan ·
Oman ·
Oostenrijk ·
Panama ·
Paraguay ·
Peru ·
Polen ·
Portugal ·
Roemenië ·
Rusland ·
Saarland ·
Saoedi-Arabië ·
Schotland ·
Senegal ·
Servië & Montenegro ·
Singapore ·
Slovenië ·
Sovjet-Unie ·
Spanje ·
Tahiti ·
Thailand ·
Trinidad en Tobago · 
Tsjechië ·
Tsjecho-Slowakije ·
Tunesië · 
Turkije ·
Venezuela ·
Verenigde Arabische Emiraten ·
Verenigde Staten ·
Wales ·
Zuid-Afrika ·
Zuid-Korea ·
Zweden ·
Zwitserland
Argentinië (1986) ·
België (1990) ·
Brazilië (1950) · 
Colombia (2014) ·
Costa Rica (2014) ·
Denemarken (1986) ·
Denemarken (2002) ·
Duitsland (2010) ·
Egypte (2018) ·
Engeland (2014) ·
Frankrijk (2002) ·
Frankrijk (2010) ·
Frankrijk (2018) ·
Ghana (2010) ·
Italië (1990) ·
Italië (2014) ·
Mexico (2010) ·
Nederland (1974) ·
Nederland (2010) ·
Portugal (2018) ·
Rusland (2018) ·
Saoedi-Arabië (2018) ·
Schotland (1986) ·
Senegal (2002) ·
Spanje (1990) ·
West-Duitsland (1986) ·
Zuid-Afrika (2010) ·
Zuid-Korea (1990) ·
Zuid-Korea (2010)
AFC-zone: Afghanistan · Australië · Bahrein · Bangladesh · Bhutan · Brunei · Cambodja · China · Filipijnen · Guam · Hongkong · India · Indonesië · Iran · Irak · Japan · Jemen · Jordanië · Koeweit · Kirgizië · Laos · Libanon · Macau · Maleisië · Maldiven · Mongolië · Myanmar · Nepal · Noord-Korea · Oezbekistan · Oman · Oost-Timor · Pakistan · Palestina · Qatar · Saoedi-Arabië · Singapore · Sri Lanka · Syrië · Tadzjikistan · Taiwan · Thailand · Turkmenistan · Verenigde Arabische Emiraten · Vietnam · Zuid-Korea

CAF-zone: Algerije · Angola · Benin · Botswana · Burkina Faso · Burundi · Centraal-Afrikaanse Republiek · Comoren · Congo-Brazzaville · Congo-Kinshasa · Djibouti · Egypte · Equatoriaal-Guinea · Eritrea · Ethiopië · Gabon · Gambia · Ghana · Guinee · Guinee-Bissau · Ivoorkust · Kaapverdië · Kameroen · Kenia · Lesotho · Liberia · Libië · Madagaskar · Malawi · Mali  ·Mauritanië · Mauritius · Marokko · Mozambique · Namibië · Niger · Nigeria · Oeganda · Rwanda · Sao Tomé en Principe · Senegal · Seychellen · Sierra Leone · Soedan · Somalië · Swaziland · Tanzania · Togo · Tsjaad · Tunesië · Zambia · Zimbabwe · Zuid-Afrika

CONCACAF-zone: Amerikaanse Maagdeneilanden · Anguilla · Antigua en Barbuda · Aruba · Bahama's · Barbados · Belize · Bermuda · Britse Maagdeneilanden · Canada · Kaaimaneilanden · Costa Rica · Cuba · Dominica · Dominicaanse Republiek · El Salvador · Frans Guyana · Grenada · Guadeloupe · Guatemala · Guyana · Haïti · Honduras · Jamaica · Martinique · Mexico · Montserrat · 
Nicaragua · Panama · Puerto Rico · Saint Kitts en Nevis · Saint Lucia · Saint Vincent en de Grenadines · Sint Maarten · Suriname · Trinidad en Tobago · Turks- en Caicoseilanden · Verenigde Staten

CONMEBOL-zone: Argentinië · Bolivia · Brazilië · Chili · Colombia · Ecuador · Paraguay · Peru · Uruguay · Venezuela

OFC-zone: Amerikaans-Samoa · Cookeilanden · Fiji · Nieuw-Caledonië · Nieuw-Zeeland · Papoea-Nieuw-Guinea · Samoa · Salomoneilanden · Tahiti · Tonga · Vanuatu

UEFA-zone: Albanië · Andorra · Armenië · Azerbeidzjan · België · Bosnië en Herzegovina · Bulgarije · Cyprus · Denemarken · Duitsland · Engeland · Estland · Faeröer · Finland · Frankrijk · Georgië · Griekenland · Hongarije · IJsland · Ierland · Israël · Italië · Kazachstan · Kroatië · Letland · Liechtenstein · Litouwen · Luxemburg · Macedonië · Malta · Moldavië · Montenegro · Nederland · Noord-Ierland · Noorwegen · Oekraïne · Oostenrijk · Polen · Portugal · Roemenië · Rusland · San Marino · Schotland · Servië · Servië en Montenegro · Slovenië · Slowakije · Spanje · Tsjechië · Turkije · Wales · Wit-Rusland · Zweden · Zwitserland